# 神通小偵探
《神通小偵探》是日本漫畫家加藤元浩創作的日本漫画。於《月刊少年Magazine》的隔月增刊《Magazine GREAT》1997年至2009年期間進行連載。目前則在隔月增刊《Magazine +》上連載。在《Magazine +》休刊後，49、50兩冊以單行本形式直接出版，單行本全50卷。之後本作改到2015年4月20日創刊的《少年Magazine R》上繼續連載，並更名為《Q.E.D. iff－証明終了－》，其後因《少年Magazine R》在2023年1月起休刊，宣布移籍至網路漫畫網站上繼續連載。
該作品於2009年推出真人版電視劇。全10集

## 劇情簡介
本作以推理謎題為主軸，描述15歲即自麻省理工學院（MIT）數學系畢業的天才少年・燈馬想，在返回日本體驗高中生生活期間同他的同學・水原可奈所解決的事件和謎團。
第1话刊载于《Magazine GREAT》1997年7月号，不过当初是以一話完結的独立短篇形式刊载，而非连载作品。其后因独立短篇（1~4话）受到好評而終於在1999年從第5話“突破”開始正式進行長期連載。
當一切線索已齊全、推理結束、準備要解開謎題時，書上就會出現Q.E.D.字樣的挑戰狀，QED是數學用語“Quod Erat Demonstrandum”（證明完畢）的縮寫，為此本作品常涉及到跟數學方面有關的知識。第二部標題中新增的iff則是「若且唯若」的意思，是英文「if and only if」的縮寫。

## 特色
連載
由於原刊載雜誌為隔月刊，故每回連載均有逼近一百頁的份量，而成为以一話完結为基本形式的连载作品。也因此解消了至今为止的同類漫畫中、讀者需等待下一話，等所謂的“解答篇”的压力感問題。 
由此博得了读者的支持，成为了隔月连载中较为异色的长篇作品。此外，本作也創下講談社旗至今為止隔月刊中連載最久的記錄及隔月杂志连载作品中最高的单行本销量纪录，並持續刷新中。該漫畫2009年時總發行量超過300萬份，獲得第33屆講談社漫畫賞。 
手法
本作在解决事件时采用了列出各种可能性、并将其分别依照与现实情况对比产生的矛盾进行消去的“假设消除”法等，展现出与至今为止的推理漫画截然不同的卓越逻辑性，因此在本格推理爱好者中也受到了一定支持，并曾被號稱為“推理漫畫的最高峰”（ミステリーコミックの最高峰）。
標語
由于本作比普通的推理漫画更偏向本格推理，因此单行本书腰上常以“致知性的挑战书”（知性への挑戦状）、“新世纪推理”（新世紀ミステリ）、“知性娱乐”（知的エンタテインメント）自称。
另外，主人公组采用了非常明确的分工（思考与行动的分工），因此标榜为“Intelligent & Active”。
在單行本17巻、20巻的書腰宣傳上還附有日本推理作家，法月綸太郎的绝賛。
小知识
为了凸现主人公作为年轻数学家的设定、作品中经常会出现与数学有关的知识（拓扑学、无限等）。虽然也会出现达到大学水平的内容，但经过作者的解释（作者本身也是理科大学毕业生）采用相当容易理解的方式说明。
尽管是严肃的推理作品，但作者也经常会加入各种笑料调剂。
案件
雖然一般分類上是推理漫畫，但本作在案件的設定上與傳統偵探漫畫的“有主角，必有死者”的公式截然不同，常常涉及一些日常小型謎團，完全沒有殺人事件的篇章也相當多。
此外，本作中常会看到对現實中的知名人物或組織，或曾經發生過的真實事件进行的影射。这种處理手法很容易使讀者產生既視感，因此獲得相當高的評價。

## 登場角色
中文版翻譯名稱時有出入，盡可能於後加註。

### 主要角色
燈馬想（Touma Sou）
本作男主角。在故事中擔任解題偵探。
10歲入學、15歲即自麻省理工學院（MIT）畢業的天才少年，在校期間主修數學。畢業後回到日本進入一般的高中就讀。故事初期時有不近人情的舉動，到後期漸有成長，成功解開不少因循感情而起的事件。大多數認識他的人都把他視為怪人，知心的朋友並不多。對偵探搭檔水原可奈抱有特別的感情。平時通常由可奈出外調查，自己則在家中思索推理，屬安樂椅偵探。
在MIT的時代過著以自己跟學術為中心的生活，回到日本的理由是想體驗其他形式的人生。在MIT時代認識的、各行各業的友人經常在故事中給予他協助或直接引起事件。當時的研究主題似乎跟黎曼猜想有關。個性冷靜、正直、理性，知識淵博，但也常有調皮或脫線的舉止。在初登場時會戴上眼鏡，但在第二冊後就沒有，原因不明。
父親是建築師，母親是歷史學家，兩人為了修復各國的歷史古蹟而走遍全世界。兩人直到第二部時才在故事中於燈馬的回憶裡正面登場過（第二部第六話）。
在大學時期曾獲得多項專利，因此一個人靠專利費負擔著有泳池的公寓也不成問題。喜歡閱讀與收集舊書，因此在《Q.E.D. iff－証明終了－》就因藏書太多導致公寓地板不堪負荷引起公寓管理方的警告，之後就與收藏的書籍一起搬到獨棟的老式洋房居住。
不擅長運動，同時也是個音癡。
推理時通常以邏輯推論為主線，最後才提出確切證據。
當他推理結束、準備要解開謎題的時候，畫面上便會出現Q.E.D.作為提示。
《C.M.B.森羅博物館之事件目錄》主角 榊森羅 是他母方的表弟。
水原可奈（Mizuhara Kana）
本作女主角。在故事中擔任偵探的助手。
燈馬想的同班同學，普通的高中生。熱心助人，天真活潑，有時也有點愛管閒事，因此捲進不少事件。是很少與外人接觸的想的對外接點，會很積極的拉著想參與班級活動，也是讓他接觸到各式案件的推進者。
運動神經極佳，體力超群，劍道社的成員，同時也有著超凡的武術身手，能輕易擊敗十多名手持武器的壯漢。功課中下，尤其不擅長數學。
總是擔任在外奔波探查消息的角色，因為善於和他人交流，隨機應變能力極強，常通過變裝與潛入等手段收集情報與證詞，成為想在知情後進行推理的關鍵。
喜歡看格鬥雜誌和電視劇。時常哼著各式主題曲。擅長料理。
雖然對燈馬想有份特殊的好感，但兩人若被指為男女朋友時一定會發怒。
在《Q.E.D. iff－証明終了－》時因為想的影響，為了更加了解世界而開始努力學習，已經有著能通過美國的大學獎學金考試的實力。

### 配角
水原幸太郎（Mizuhara Koutarou）
搜查一課的警部。可奈的父親。於兇案發生時登場。個性沉穩，對於搜查有不錯的直覺，疼愛女兒。對燈馬想的評價似乎不錯，曾在搜查上借助他的智慧。也十分照顧部下。
可奈的母親推測是普通的家庭主婦，出場次數極少，只知她對家電用品一竅不通。
喜德·顧林／洛基（Syd Green／Loki）
燈馬想在MIT時代的同學兼好友。天才學者，專攻數學。由於其愛惡作劇的個性而有洛基（Loki）的外號。由於所研究的內容高深難懂，知己不多，燈馬想是他第一個在學術上能夠互相理解的知交。說話感覺豪爽單純，若是遇到朋友有難一定力挺到底。有時會講具性騷擾意味的笑話。
伊娃·斯古塔（Eva Skuta，也譯成愛波）
洛基的研究搭檔，為人親切和藹。專攻資訊工程，目前任MIT人工智慧研究室主任。雖然不完全了解洛基所研究的內容，但在程式等方面給予很大協助。所研究的特殊人工生命「克蘭」曾因CIA的實驗而在東京造成騷動。當年由於擔心洛基與燈馬兩個天才在一起會招致相互毀滅(如同畫家梵谷與高更)而將燈馬想的論文銷毀，導致燈馬想必須離開MIT，但燈馬想其實早已察覺並認為這是一個體驗其他人生的契機。
燈馬優（Touma Yuu）
燈馬想的妹妹。個性天真平易近人，喜歡嘗試有趣的事情。有語言天才，只要聽過一次的話就不會忘記，能說各國語言。善於將各類字辭作聯想，也因此集中力很弱，容易因聯想到其他事物而分心，常忘記和人約定好的事情或是迷路。目前一個人在波士頓讀書。
亞倫·布萊德（Alan Blade，也譯亞蘭·布雷得）
軟體公司「WINGS」的所有人。其所製作的作業系統「WINGS」在全世界有90%以上的佔有率，他本人也連續多年在世界首富榜上有名。雖然才能過人，但和人相處的方式可說是相當幼稚，單純且直來直往乃其優點。在WINGS的開發階段曾受燈馬想的協助，因此極想將燈馬想招攬進自己公司，但被拒絕了。事事仰仗可靠的秘書惠理·法蘭西斯（也譯愛莉），於威尼斯迷宮事件中向惠理求婚，災難男的婚禮事件中和惠理完婚。
惠理·法蘭西斯（也譯愛莉）
亞倫·布萊德的秘書。少數能忍受亞倫的任性及管教他的人。心思縝密、工作能力優秀，當年求職時勇於出面糾正亞倫的過失和無理而被亞倫當場錄取。以成立「亞倫&惠理財團」的慈善組織為條件同意亞倫的求婚，災難男的婚禮中與亞倫完婚。
偵探同好會 / 推理同好會
後偵探同好會因故改組為推理同好會。
江成姬子（Enari Himeko）
人稱江成女王（Enari Queen，與艾勒里·昆恩Ellery Queen諧音），偵探同好會會長。熱愛推理，作風強硬，會寫本格風味推理小說。為了振興偵探同好會做過種種努力。
長家幸六（Nagaie Kouroku）
偵探同好會成員，通稱福爾摩斯（將長家解釋成連續住宅稱為Homes，與福爾摩斯Holmes諧音），自稱理論派的推理狂，但其推理比較接近狡辯。不喜歡跟蹤行為。
盛田織理（Morita Orisato）
偵探同好會成員，通稱穆德（盛田與X檔案主角穆德諧音），推理狂。熱愛外星人等奇妙事件，對於案件總有此流派的獨到解釋。
菱田丸男（Hishida Maruo）
偵探同好會成員，一年級生，原本與朋友一起用計奪走偵探同好會的社辦，後來在燈馬的計謀下，乖乖歸還社辦並向江成下跪道歉，沒想到在被江成踩在頭上後，內心發生了變化，變成江成忠心的僕人，甚至以「女王」稱呼江成，甚至曾為了江成隨口一句話跑去南極找企鵝羽毛。

### 與想有關的人物
安妮·克雷娜（Annie Craner）
原是檢察官。燈馬想曾在其辦公室打工，受安妮的個性和經驗影響至深，後因緣際會協助她解開殺人事件謎底。該殺人事件牽涉新興宗教，因此該案審判被冠上女巫審判的惡名，安妮也在最後一次開庭前被刺殺，自舞台上消失。多年後於相關事件中再度登場，其原身分已經被父親丹尼爾登記為死亡，目前於世界各處進行幕後的偵探和交涉之行動。

## 事件一覽表
- 以下的中文标题以东立出版社所发行的中文單行本為準。
- 本作的标题基本是收入单行本时才决定，因此连载当初完全没有标题（尚未决定）的话数也不在少数。
- 本作的单行本的收录次序偶尔会根据单行本页数、各作品间的性质进行调整，导致单行本收录的顺序与连载话数不同，甚至会出现从时期、情况判断应该已经收入单行本的作品却尚未收入的情况。以下为方便起见，统一改为依单行本顺序罗列。

| 话数   | 标题                                 | 杂志刊载                            | 单行本         | 简介 |
| ------ | ------------------------------------ | ----------------------------------- | -------------- | --- |
| 1      | 智慧女神的貓頭鷹 日语：              | 1997年7月号                         | 1卷            | 想与可奈解决的最初的事件。游戏公司的社长被人刺杀了。社长临死前抓住扑克牌莫非是想传达什么吗？ |
| 4      | 銀色的雙眼 日语：                    | 1998年11月号                        | 1卷            | 享有盛誉的人偶师傅死后、有所图谋的借款人被发现死在她所留下的人偶面前。但不知为何，在场者的证言中有互相矛盾的部分。真凶究竟是谁？ |
| 2      | 六部的寶藏 日语：                    | 1998年5月号                         | 2卷            | 想与可奈接受调查古文书的委托、前往深山中大地主的家中。那里发生了宛如村中流传的、因杀死僧人六部招致的诅咒一般的连续杀人事件。犯人到底是谁，他的目的又是什么？ |
| 3      | 最後的皇家典藏 日语： （Lost Royal） | 1998年7月号                         | 2卷            | 可奈学妹的祖父声称自己发现了第7台世上本应只有6台的梦幻名车“布佳迪·Royal”，但却受托存放这台车的朋友却背叛他打算独占这台车。第7台皇家典藏真的存在吗，它到底被藏到哪里去了？ |
| 5      | 突破 日语： （Break Through）        | 1999年1月号                         | 3卷            | 想于MIT就读时的同学、洛基和伊娃前来日本拜访。但想和洛基间曾因想的论文被破坏的事件产生过一些不愉快。想的论文当时究竟是被谁破坏的？ |
| 6      | 褪色的星圖 日语：                    | 1999年3月号                         | 3卷            | 雪山的天文台上，发现了身份不明的尸体，死因是烧死。这具尸体到底是什么人？ |
| 7      | 1999年4月1日 日语：                  | 1999年5月号                         | 4卷            | 想因参与愚人节俱乐部活动的点子烦恼着。仅有S（或N）极的磁铁、磁单极子真的存在吗？ |
| 8      | 亞可夫的階梯 日语：                  | 1999年7月号                         | 4卷            | 东京突然陷入因电脑系统异常导致的大混乱中。要如何才能阻止导致异常的元凶、人工生命克兰呢？ |
| 9      | 扭曲的旋律 日语：                    | 1999年9月号                         | 5卷            | 大提琴家因借不到钱一时冲动杀了人。他在想等人前来拜访时巧妙地掩藏了尸体，构成不在场证明。尸体藏到什么地方去了呢？ |
| 10     | 光的殘像 日语：                      | 1999年11月号                        | 5卷            | 想与可奈在跳蚤市场买到的古旧相机中残留着5张照片。两人前去寻找照片的原主，却无意中接触到多年前的谜一般的杀人事件。 |
| 11     | 我的深處記憶… 日语：                 | 2000年1月号                         | 6卷            | 想的妹妹、灯马优前来日本，但优心中一直因某件事对想有所误解。后来优不幸卷入事件被诬陷为小偷。证明优的清白及过去想和优之间发生的某件事真相的钥匙，就隐藏在优自己的记忆中。 |
| 12     | 藍色的密室 日语：                    | 2000年3月号                         | 6卷            | 跳伞活动中发生了杀人事件。要如何解开数千米高空中密室的真相呢。 |
| 13     | Serial John Doe                      | 2000年5月号                         | 7卷            | 发生了专以MIT毕业生为目标的连续杀人事件。犯人是执著于“神的话语”“不灭之名”之人。犯人的魔爪伸向了想……。 |
| 14     | 憂鬱的午後 日语：                    | 2000年7月号                         | 7卷            | 想与可奈拜访的花店发生了现金遭窃事件。当事人们都各自有预定要赶而显得非常急于解决，其中某1人的灾难是指？ |
| 15     | Falling Down 日语： Falling Down     | 2000年9月号                         | 8卷            | 由于消防教官之死而关闭的蹦极设施。死因很难想象是自杀、但嫌疑最重的人却又患有恐高症。事故的真相究竟是？ |
| 16     | 學園祭狂想曲 日语：                  | 2000年11月号                        | 8卷            | 想和可奈投入學園祭的准备中时、可奈所在的剑道部与其他部发生了一些矛盾。而就在此时，发生了会场遭到破坏的紧急情况。 |
| 17     | 遊戲的規則 日语：                    | 2001年1月号                         | 9卷            | 大投机家、杰纳斯·索罗门邀请想与可奈参加他所设计的游戏。要求“败者必须保持沉默”的这个游戏背后隐藏的真正目的究竟是？ |
| 18     | 凍僵的鐵鎚 日语：                    | 月刊少年MAGAZINE 2001年1月号・2月号 | 9卷            | 在勝鬨橋的管道中发现了尸体。为了取出尸体而再次打开大桥，但却查明尸体是在大桥关闭时被放进去的。想和可奈遇到了声称一切都是自己所为的老人。 |
| 20     | 就在女巫的手中 日语：                | 2001年5月号・7月号                  | 10卷           | 优因看到一张明信片对可奈讲起想的一段悲伤的回忆。一切从想与女检察官·安妮、在被称为魔女审判的公判中的邂逅开始……。 |
| 21     | 依靠著海洋 日语：                    | 2001年9月号                         | 11卷           | 收到扬言要揭发40年前一名少年溺死真相的信，当事者与少年的父亲齐聚一堂。此后，其中一名当事者被杀害了。长大成人的凶手究竟是谁呢？ |
| 19     | 冬之動物園 日语：                    | 2001年3月号                         | 11卷           | 冬天的动物园中发生了杀人事件。事件中寄托着生前想成为推理作家的青年的思念。 |
| 22     | 就在銀河的某處 日语：                | 2001年11月号                        | 12卷           | 否定神秘学的大学教授，因对一张外星人的画表示“非常感兴趣”而令世间哗然。后来，那张画被偷走了，嫌疑落到偶然路过现场的可奈身上。 |
| 23     | 虹之鏡 日语：                        | 2002年1月号・3月号                  | 12卷           | 《就在女巫的手中》完结篇。过去某个事件的关系人在想前往拜访时都不约而同地遭到袭击。犯人的目的究竟是？ |
| 24     | 災厄之男 日语：                      | 2002年5月号                         | 13卷           | 想的旧识、大企业会长亞倫前来日本挖角。为了拒绝他，想与可奈与亚伦开始了以伦勃朗的画作为中心的周旋。 |
| 25     | 克萊之塔 日语：                      | 2002年7月号                         | 13卷           | 接受想父亲的朋友的委托，想与可奈前往调查被称为“黄泉之塔”的荣螺堂。这座塔是某个男人为了前往那个世界所建造的，从那个男人自塔中消失已经过了1年之久。而就在此时，塔中发生了杀人事件…。 |
| 26     | 暑假事件簿 日语：                    | 2002年9月号                         | 14卷           | 可奈遭到了袭击。另外校内也发生了其他一些奇怪的事件。在互有对立关系的四名学长中，到底谁才是犯人？ |
| 27     | 不規則彈跳 日语： Irregular Bound    | 2002年11月号                        | 14卷           | 喜爱棒球的公司职员的活动中，发生了市议会议员身负重伤陷入意识不清状态的事件。事件背后的真相是？ |
| 28     | 玻璃屋 日语：                        | 2003年1月号                         | 15卷           | 可奈朋友的祖父遭人杀害。要如何解开发生在被真空管包围的房间中的密室杀人案呢。 |
| 29     | 戴德金的切斷 日语：                  | 2003年3月号                         | 15卷           | 受与原助手之间的矛盾所苦的数学教授前来拜访想，因为想曾对教授表示“这是戴德金的切断”。想所说的“戴德金的切断”究竟是什么意思？ |
| 30     | 櫻花飄、櫻花飄 日语：                | 2003年5月号                         | 16卷           | 学姐询问可奈和想之间的关系。赏樱会场附近席位的人因为遗失了重要的东西正非常困扰时、可奈对和想之间微妙关系的回答是…… |
| 31     | 死者的眼淚 日语：                    | 2003年7月号                         | 16卷           | 想和水原父女利用假期访问深山的村中，有一名受丈夫暴力所苦的女性失踪了。可奈等人看到了难以置信的情形……。 |
| 32     | 災厄之男的災厄 日语：                | 2003年9月号                         | 17卷           | 想等人受邀参加南方小岛上召开的亚伦生日派对，但这其实是亚伦计划让被召集来的人才们成为盗窃事件的嫌疑人，而不得不加入他的公司所设下的圈套。但事情的发展却超出了亚伦的计划。 |
| 33     | 龍葵 日语：                          | 2003年11月号                        | 17卷           | 拍摄电影时，由于道具刀被换成真刀导致主演死亡。围绕事件的人物关系宛如拍摄中的电影“龙葵”一般。电影中隐藏的事件之“谜”是怎么回事？ |
| 34     | 名偵探「們」登場！ 日语：            | 2004年1月号                         | 18卷           | 咲坂高中成员仅有3人的侦探同好会中，发生了蛋糕被其中某人偷吃的事件。3人为了找出偷吃蛋糕的背叛者遭遇了奇怪的事情，最后连想和可奈也被卷进来。 |
| 35     | 3隻鳥 日语：                         | 2004年3月号                         | 18卷           | 在笹塚的故乡发现了一对男女的遗体。真的有解开事件的钥匙埋藏在笹塚的记忆中吗？男女失踪事件及关于笹塚记忆的真相到底是？ |
| 36     | 馬克白的亡靈 日语：                  | 2004年5月号                         | 19卷           | 莎士比亚作品馬克白舞台上，出演麦克白的演员遭到对他怀恨在心的年轻演员杀害。但年轻演员随即被想的推理及被杀害的演员的亡灵步步紧逼。 |
| 37     | 賢者的遺產 日语：                    | 2004年7月号                         | 19卷           | 可奈在偶然下穿越时间到达昭和年代。可奈遇到了与想十分相似的书生并和他一起试图解决围绕某个资产家的遗产所产生的纷争。可奈最后成功回到了原本的时间吗？ |
| 38     | 無限之月 日语：                      | 2004年9月号                         | 20卷           | 想收到了理应已经死去的朋友发来的邮件，那与在中国发生的一系列黑道头领被杀事件有关。邮件中所提到的“φ的地方”是什么意思？ |
| 39     | 忙碌的江成奶奶 日语：                | 2004年11月号                        | 20卷           | 似乎有人要加害江成同学的奶奶使得侦探同好会成员和可奈自告奋勇试图抓到坏人，没想到却演变成一系列奇怪的事件。 |
| 40     | 連接上的腰帶 日语：                  | 2005年1月号                         | 21卷           | 前往滑雪的想和可奈由于看到一对疑似要殉情的男女，追踪他们到了一家大企业社长的别墅裡。身处此地的人都多少对社长有一些意见、尔后、社长在别墅中被吊死了。 |
| 41     | 遭攻擊的美女演員…(略) 日语：         | 2005年3月号                         | 21卷           | 遭到冷遇的女演员、听从经纪人的说法假装受遇威胁。负责事件的周二悬疑剧场狂热者·笠山刑事也确实如她所计划的那样将事件扩大，不料却弄假成真。 |
| 42     | 春天的小河 日语：                    | 2005年5月号                         | 22卷           | 由于失忆无法创作作品的日本画家面前出现了将他指认为其他人物的2人。他记忆中关键的“重要的地方”到底是？ |
| 43     | 威尼斯迷宫 日语：                    | 2005年7月号                         | 22卷           | 亚伦准备向爱莉求婚，因此要求想和可奈与他一同前往意大利选购戒指，却被银行强盗当作人质绑架。强盗们本想直接杀掉他…… |
| 44     | 騙子 日语：                          | 2005年9月号                         | 23卷           | 为了见到想的父母，灯马兄妹和可奈偶然下乘上想朋友的游艇。但这位朋友却在航行时被杀害了。可是，除了想等人以外全员都有不在场证明……。 |
| 45     | 另一個世界 日语：                    | 2005年11月号                        | 23卷           | 向想宣告完成黎曼猜想证明的数学家却突然消失了。他在家中留下了四行诗、并在4位熟人处分别留下了一幅画。4张画中隐藏的真实是……？ |
| 46     | 聖誕夜 日语：                        | 2006年1月号                         | 24卷           | 圣诞节前一天的前一天、想和可奈打工的店里出了很多差错。有人遗失了钱包、多出来的一组客人、突然出现的脚印、交往中的店长和厨师因为怀疑劈腿而大吵一架…。最后能够圆满解决吗？ |
| 47     | 罪與罰 日语：                        | 2006年3月号                         | 24卷           | 穷困的大学生因为感到“世间充满不公平”准备执行自己的完美犯罪计划——入室盗窃时，却演变成误闯杀人事件现场的情势。并且还被水原警部怀疑是真正的凶手…… |
| 48     | 宇宙大戰爭 日语：                    | 2006年5月号                         | 25卷           | 侦探同好会被以菱田为首的四名新成员占领了。江成等人为了夺回同好会而找上想与可奈，准备共同演出外星人来袭的戏码…… |
| 49     | 平行線 日语：                        | 2006年7月号・9月号                  | 25卷           | 深山中发生的杀人事件。围绕同步加速器设施的问题、与研究员之死。由超弦理论所导出的犯人是…… |
| 50     | 夏日的時空膠囊 日语：                | 2006年11月号                        | 26卷           | 偶然下挖出了可奈的时光胶囊。里面有可奈已经忘记是从谁那里拿到的东西……。 |
| 51     | 共犯 日语：                          | 2007年1月号                         | 26卷           | 在密室中发现了尸体。尽管当即有人自首宣称自己就是凶手、却还是无法解开密室的谜团。真正的犯人是否另有其人？还是说其中有共犯的协助呢？ |
| 53     | 鏡像 日语：                          | 2007年5月号                         | 27卷           | 因纵火而人去楼空的住家、嫌疑人则是一对双胞胎姐妹。到底谁才是犯人呢？ |
| 54     | 舉證責任 日语：                      | 2007年7月号                         | 27卷           | 为了引入裁判員制度、而在学校进行模拟法庭活动。想和可奈会做出有罪还是无罪的判决呢。 |
| 52     | 法老的首飾 日语：                    | 2007年3月号                         | 28卷           | 想被朋友叫到埃及对某个被其一口咬定为王族坟墓的墓进行调查。之前前来调查的人接二连三身负重伤送院治疗、更使其蒙上了一层仿若法老的诅咒的神秘色彩。坟墓和诅咒的真实是……和C.M.B.的跨界作品。 |
| 55     | 人體煙火 日语：                      | 2007年9月号                         | 28卷           | 由于觉得看到人类尸体腐朽的画的男子变得奇怪、朋友前来与想和可奈商量。在解开谜团的途中，众人听说了连想都不知道的名为“楚波比拉斯基症候群”的症状。 |
| 56     | Elephant 日语：                      | 2007年11月号                        | 29卷           | 出现了一个宣称“保险箱能装进咖啡杯里”的谜样的海盗大叔，怂恿可奈和推理同好会盗出保险箱…… |
| 57     | 動機與不在場證明 日语：              | 2008年1月号                         | 29卷           | 教想油画的老师因为有杀人动机而成为了嫌疑人。究竟是自杀，还是被某个声称自己有不在场证明的人所杀害的呢？ |
| 58     | 人偶殺人 日语：                      | 2008年3月号                         | 30卷           | 市内发生了连续模型假人破坏事件。隐藏在被“杀害”的模型人背后的真实是…… |
| 59     | 狗碗 日语：                          | 2008年5月号                         | 30卷           | 和想一同学习将棋的人遭到商业洗腦而被欺诈。虽然可奈提议应该用合法的方法夺回被骗走的钱……。 |
| 60     | 眼中的惡魔 日语：                    | 2008年7月号                         | 31卷           | 洛基参加了关于朋友涉嫌论文中使用不实数据的听证会。他的朋友主张准备当作证据的实验数据已经被指导教授偷走了…。 |
| 61     | 約定 日语：                          | 2008年9月号                         | 31卷           | 3年前，两个遇难的登山家定下了杀人的约定。3年后、被视作目标的人坠崖身亡。这是因为某人实践了约定吗？ |
| 62     | Magic & Magic 日语：                 | 2008年11月号                        | 32卷           | 想与可奈一起观看魔术秀。由于灯马的反应平平，魔术师提出要“用前所未见的魔术令你大吃一惊”。 |
| 63     | 紅色檔案 日语：                      | 2009年1月号                         | 32卷           | 银行职员死在家中，房间里一片混乱。他所就职的银行，声称程序员应该为此次金融危机负责而告发了灯马的一位朋友。那位朋友此时却不知去向…。 |
| 特别篇 | 电视剧杀人事件（暂译） 日语：        | 2009年2月号                         | THE TRICK FILE | 由于搞坏了广播部的器械，可奈被要求采访公共放送局NKH作为补偿。生拉硬拽找灯马一同前去取材时，却发现了制片人的尸体。 |
| 64     | 弔詭的房間 日语：                    | 2009年3月号                         | 33卷           | 由于拖欠房租，屋主决定强行清理房内物品时，才发现租房者已经死在房内。在就此事进行调查时，认识他的人却各执一词…这到底是他杀？自杀？还是病死呢……？ |
| 65     | 推理小說家殺人事件 日语：            | 2009年5月号                         | 33卷           | 畅销推理小说作家死在家中的浴缸里。尽管警察做出了事故的判断，但现场的样子实在和他生前曾告诉朋友的诡计十分相似……。 |
| 66     | 災難男的婚禮 日语：                  | 2009年7月号                         | 34卷           | 亚伦和爱莉终于宣布要结婚了。筹备婚礼时，爱莉作为结婚条件提出创办的世界第一的慈善团体，收到了来自“世界第一事业失败率”的投资银行提出的协助申请…。 |
| 67     | 母也堂                               | 2009年9月号                         | 34卷           | 想等人为了给即将参加跳水比赛的可奈中学时的朋友鼓劲而造访了岩手县远野市。同时，那位朋友的父亲被发现死在车中，但现场看上去既不像是自杀也不像是他杀或者事故身亡…。 |
| 68     | 兩位嫌犯 日语：                      | 2009年11月号                        | 35卷           | 某个货运公司遭遇了入室盗窃。此案被交给由水原警部的部下、年轻刑事浅间负责。他接受想的建议而锁定了公司的两名男性员工……。 |
| 69     | 聖誕節禮物 日语：                    | 2010年1月号                         | 35卷           | 咲坂高中话剧社准备在圣诞节举办公演，可是，由于只有演技高超的部长白井同学的冒失性格，使得部员锐减至6人。次日，以“表演侦探类作品”作为交换条件，他们前来请求游手好闲的推理同好会的协助…。 |
| 70     | 黑金家殺人事件 日语：                | 2010年3月号                         | 36卷           | 在名校·K大任职多年的教授在京都的家中上吊身亡。由于没有发现遗书，存在他杀的可能性而展开调查，查到了想的朋友·年轻学者乌丸头上。其人尽管头脑明晰但性格十分棘手…… |
| 71     | Q & A                                | 2010年5月号                         | 36卷           | 接受在MIT就读期间认识的银行家“从孩子中选出一个继承人”的委托，想等人来到爱琴海上的孤岛。但在岛上却发生了各种事故。由相关者以各自视点叙述构筑出事件全貌的钥匙隐藏在岛上所流传的一首诗中……。 |
| 72     | 杀人讲习 日语：                      | 2010年7月号                         | 37卷           | 想和可奈与笹塚一起参加由FBI的犯罪心理画像学家举办的犯罪人像分析讲习会。在有多名警界人士参与的讲习会上却发生了杀人事件。犯罪画像分析学真的可以引导他们找到真相吗？ |
| 73     | 生命 日语：                          | 2010年9月号                         | 37卷           | 想和可奈捡到了一份动画原画。在前往物归原主时，得知该公司一名技艺高超的作画监督不知为何突然提请辞职。仰慕这名监督的一位成员努力地想要查明真相……。 |
| 74     | 虚梦 日语：                          | 2010年11月号                        | 38卷           | 可奈为了赔偿自己弄坏在狂热粉丝间视为“梦幻级别”的冷门电影光碟，便与想一同寻找有在贩卖的店铺，然后又阴差阳错地被邀请参加制片人所举办的派对。可是，派对上却发生了杀人事件。 |
| 75     | 十七                                 | 2011年1月号                         | 38卷           | 寒假间，想和可奈在一神社中打工。由于到此地取景的电影造成了轰动，人们准备拆除神社境内的一间古老的正十七边形祀堂，来建造电影资料馆。不为人知的是，那座祀堂里，隐藏着过去一位钟情于和算的少女所留下的谜题……。 |
| 76     | 城市山丘6号室事件 日语：             | 2011年3月号                         | 39卷           | 只有名字特别有气势的便宜公寓的「不會開的房間」里发现了出了名勤俭的房東太太陈尸在内。和她的孙女是同学的可奈作为临时管理员调查事件，发现其他住户都是特别有个性的人。不过，却都没有什么特别值得着眼的动机…。 |
| 77     | 壯遊 日语：                          | 2011年5月号                         | 39卷           | 想等人受就读MIT时的恩师·埃欧教授的邀请参与航海家号计划，来到夏威夷。可是，就在当时的研究伙伴集中到一起的时候，埃欧教授却失踪了。由于临近他妻子的忌日因此被怀疑是自杀，而此时，想等人从当时的研究员口中得知了当年的埃欧教授的事情。 |
| 78     | 四角关系 日语：                      | 2011年7月号                         | 40卷           | 2对男女互相单恋着对方。想和可奈受托帮忙调查他们的心仪对象，结果却扯上了复杂的四角关系，以及书店保险箱的货款遭窃事件。 |
| 79     | 第四密室 日语：                      | 单行本原创                          | 40卷           | 想和可奈受江成所托一起参加一个旅游公司组织的推理密室行程。正当一行人为解决了三个预设的密室高兴时，该旅游公司经理部长却真的遭人杀害在「第四个密室」中。 |
| 80     | 瓦爾奇亞的特使 日语：                | Magazine + 01号                     | 41卷           | 主导东欧小国瓦尔奇亚共和国多达三万人虐杀事件的前总统史瓦密在比利时遭到逮捕。但瓦尔奇亚却声称比利时侵犯他国主权，并要求比利时立刻引渡史瓦密。两国因此在国际法庭上展开激辩。为了让国民能顺利复兴，灯马代表瓦尔奇亚登上了国际法庭，但他的对手居然是自己的表弟榊森罗！与C.M.B.19 卷跨界, 2个故事最好同时看。                                       |
| 81     | 凯夫的追忆 日语：                    | 单行本原创                          | 41卷           | 凯夫声称自己是遭人陷害而入狱的，灯马受过去（在美国）高中时代的熟人所托去美国帮助这位男人。 |
| 82     | 艾薛尔饭店 日语：                    | Magazine + 02号                     | 42卷           | 在以艾薛尔版画为主题的豪华饭店的开幕式上发生了一起命案。死者被发现死在彭罗斯阶梯上，而事件居然与20年前的另一个事件有所关联。 |
| 83     | 逻辑之塔 日语：                      | 单行本原创                          | 42卷           | 想与洛基的朋友米亚分别对身边的关系人士提出了一道逻辑谜题，答对题目的人就能获得跨时代的CPU设计图。可是每个人所得到的提示却是相对矛盾的。 |
| 84     | 驗證 日语：                          | Magazine + 03号                     | 43卷           | 製藥公司社長在自家被殺，沒有不在場證明的女婿因而遭到逮捕。想與可奈參加了在電視節目錄影的打工，節目的企劃是要證明他的清白，對其他的訪客做犯行的驗證。但是所有訪客都有殺人動機，在眾目睽睽下的犯行是十分困難的... |
| 85     | 金杰的推銷 日语：                    | 单行本原创                          | 43卷           | 由於受傷住院的MIT時代恩師的委託，燈馬想接替了恩師在銀行的投資部門的審查工作。在想的面前出現了民間太空旅行公司的天才推銷員金杰的融資要求。可奈調查了這家公司以及金杰，得知金杰在妻子死後就無法說謊，以及女兒需要鉅款來動手術的實情。 |
| 86     | 低音號與墳墓 日语：                  | Magazine + 04号                     | 44卷           | 在前天把醉倒在公園椅子上的人當成屍體報案，造成警方的困擾後，推理同好會的三個人目擊了殺人事件。在匿名報案後卻在現場的工廠裡只發現一個低音號跟箱子以及惡作劇的墳墓，屍體消失了。 |
| 87     | Question!                            | 单行本原创                          | 44卷           | 想收到了一封標著Question!以及寫著費馬大定理公式的溫泉旅遊邀請函。與可奈與洛基一起前往的想，卻發現還有兩對正在接受離婚調解的夫妻也同時收到類似的邀請函。 |
| 88     | 金星                                 | Magazine + 05号                     | 45卷           | 在學生公寓內發生了大學生被擊殺的事件。在發現凶器以及目擊證詞確認動機後，逮捕了受害者的女友並準備起訴。對於被害者行動仍有抱有疑點的女檢察官，經過笹塚刑警的介紹後尋求想與可奈的協助調查。 |
| 89     | 初戀 日语：                          | 2013年7月号                         | 45卷           | 與校內美女禮奈交往中的平凡高中生古巴，在家裡的陽台發現了摔死的咲坂高中學生。因為這件事讓女友先走的古巴，為了解決這個狀況而找上想來協助。被害者是不滿古巴與禮奈交往的同校學生，而有類似不滿的嫌疑者也開始一一浮現。 |
| 90     | 失戀 日语：                          | Magazine + 06号                     | 46卷           | 在劇場的休息室發生了500萬圓消失的事件。當事者的落語家認真的不打算追究這個事件。 |
| 91     | 巡禮 日语：                          | 2013年10月号                        | 46卷           | 在已去世的報導作家家中發現了隱藏的原稿。裡面描述了某個在戰亂時期發生的殺人事件，被害者遺族在前往審判地後主張不要判兇手死刑。最愛的妻子被殺害後的外交官放過兇手的到底是因為慈愛還是有其他目的。他的「巡禮」真正的意義又到底是什麼？ |
| 92     | 太陽依然高掛 日语：                  | Magazine + 07号                     | 47卷           | 在印尼峇里島，由NSA(美國國家安全局)管轄的NP(非定常多項式)研究所發生了研究資料的竊盜事件。在追逐犯人的過程中，由於車禍造成了資料的燒毀。想、可奈、洛基、伊娃四人在NSA探員的請求下，對於在嚴密警備下的設施發生的資料外洩事件進行調查。 |
| 93     | 坡道 日语：                          | 单行本原创                          | 47卷           | 可奈的國中同學歌川在國中時於遊戲機事件被人懷疑是小偷,但是可奈卻相信並堅稱歌川沒有偷,為了得知可奈信任她的理由,邀請可奈與其他人來她家住。 |
| 94     | 代理人                               | Magazine + 08号                     | 48卷           | 知名作家的代理人被殺害屍體棄置在空屋,為了完成後續的工作臨時代理人去向作家要原稿,結果卻被要求找到兇手才給原稿…。 |
| 95     | 法伊哈的畫集 日语：                  | 单行本原创                          | 48卷           | 生活於摩洛哥的女孩法伊哈,因為沒錢升學實現夢想決定與表哥一起偷渡到歐洲,在偷渡過程中目擊了案件…。 |
| 96     | 毫無關係的事件 日语：                | 单行本原创                          | 49卷           | 香港黑幫頭目在會談後遭到殺害。與這個混亂的圈子無關的日本求職青年笘篠以及一樣沒收到內定工作的同學佐佐木，這兩個人竟意想不到的成為了香港黑幫的追殺對象…。 |
| 97     | 愛情故事 日语：                      | 单行本原创                          | 49卷           | 45年前，大學的電影研究會製作了一部愛情故事的電影，但由於負責人的社長蒲田無法決定結局而擱置而成為了未完成的作品。45年後，可奈在一次偶然下被蒲田發現與當時的女主角長得很相似，因此被拜託協助電影的拍攝。在拍攝後尚未剪輯完成時，蒲田卻因為疾病猝死，而造成了結局無人知曉的情況。想在可奈的委託下，接手了影片的剪輯而打算用推理來找出最後的結局。 |
| 98     | 觀測 日语：                          | 单行本原创                          | 50卷           | 想在MIT的同學莎莉開設的公司製造的冷卻器在各地都發生了出現了狀況而導致觀測中止的情況。想與可奈接受了莎莉的委託調查，判斷為何犯人會只針對莎莉為目標的原因。 |
| 99     | 逃出 日语：                          | 单行本原创                          | 50卷           | 有天可奈收到了逃脫遊戲的設計圖,以及一封只要接下任務就能得到二十萬的沒有寄件人的信,因為不知道如何處理那二十萬,可奈找來朋友們幫忙架設想說這樣的話對方就會現身,隨著參賽者陸續出現,卻始終不見主辦者,可奈和想只能硬著頭皮先開始主持遊戲。 |

## 出版書籍
Q.E.D. 証明終了
| 卷數 | 講談社         | 講談社                 | 東立出版社     | 東立出版社             |
| 卷數 | 發售日期       | ISBN                   | 發售日期       | ISBN                   |
| ---- | -------------- | ---------------------- | -------------- | ---------------------- |
| 1    | 1998年12月14日 | ISBN 978-4-06-333659-7 | 1999年12月23日 | ISBN 957-34-8651-2     |
| 2    | 1999年1月12日  | ISBN 978-4-06-333664-1 | 1999年12月23日 | ISBN 957-34-8652-0     |
| 3    | 1999年5月14日  | ISBN 978-4-06-333679-5 | 2000年5月31日  | ISBN 957-34-9382-9     |
| 4    | 1999年9月10日  | ISBN 978-4-06-333696-2 | 2000年12月1日  | ISBN 957-34-9383-7     |
| 5    | 1999年12月13日 | ISBN 978-4-06-333706-8 | 2001年5月7日   | ISBN 957-731-600-6     |
| 6    | 2000年4月12日  | ISBN 978-4-06-333722-8 | 2001年11月14日 | ISBN 957-731-601-4     |
| 7    | 2000年8月8日   | ISBN 978-4-06-333734-1 | 2002年3月5日   | ISBN 957-699-627-9     |
| 8    | 2000年12月13日 | ISBN 978-4-06-333750-1 | 2002年11月16日 | ISBN 957-699-628-7     |
| 9    | 2001年3月14日  | ISBN 978-4-06-333760-0 | 2002年11月28日 | ISBN 957-699-919-7     |
| 10   | 2001年7月13日  | ISBN 978-4-06-333775-4 | 2002年12月4日  | ISBN 986-11-0995-1     |
| 11   | 2001年11月14日 | ISBN 978-4-06-333796-9 | 2002年12月9日  | ISBN 986-11-1236-7     |
| 12   | 2002年4月15日  | ISBN 978-4-06-333819-5 | 2003年1月21日  | ISBN 986-11-1401-7     |
| 13   | 2002年9月13日  | ISBN 978-4-06-333843-0 | 2003年5月2日   | ISBN 986-11-1592-7     |
| 14   | 2003年1月15日  | ISBN 978-4-06-333859-1 | 2003年6月28日  | ISBN 986-11-2176-5     |
| 15   | 2003年5月13日  | ISBN 978-4-06-333882-9 | 2003年9月7日   | ISBN 986-11-2411-X     |
| 16   | 2003年9月14日  | ISBN 978-4-06-333901-7 | 2004年3月18日  | ISBN 986-11-3787-4     |
| 17   | 2004年2月15日  | ISBN 978-4-06-333922-2 | 2004年6月10日  | ISBN 986-11-4385-8     |
| 18   | 2004年6月16日  | ISBN 978-4-06-333938-3 | 2004年10月25日 | ISBN 986-11-5256-3     |
| 19   | 2004年10月14日 | ISBN 978-4-06-370956-8 | 2005年2月15日  | ISBN 986-11-5908-8     |
| 20   | 2005年2月16日  | ISBN 978-4-06-370972-8 | 2005年7月12日  | ISBN 986-11-5909-6     |
| 21   | 2005年6月16日  | ISBN 978-4-06-370993-3 | 2005年10月31日 | ISBN 986-11-6635-1     |
| 22   | 2005年10月15日 | ISBN 978-4-06-371011-3 | 2006年2月17日  | ISBN 986-11-6636-X     |
| 23   | 2006年3月16日  | ISBN 978-4-06-371026-7 | 2006年6月27日  | ISBN 986-11-8230-6     |
| 24   | 2006年5月17日  | ISBN 978-4-06-371043-4 | 2006年9月8日   | ISBN 986-11-8566-6     |
| 25   | 2006年9月15日  | ISBN 978-4-06-371059-5 | 2007年2月2日   | ISBN 978-986-11-9101-0 |
| 26   | 2007年2月16日  | ISBN 978-4-06-371077-9 | 2007年7月11日  | ISBN 978-986-11-9682-4 |
| 27   | 2007年7月17日  | ISBN 978-4-06-371099-1 | 2008年6月17日  | ISBN 978-986-10-0340-5 |
| 28   | 2007年9月14日  | ISBN 978-4-06-371109-7 | 2008年6月17日  | ISBN 978-986-10-0715-1 |
| 29   | 2008年2月15日  | ISBN 978-4-06-371131-8 | 2009年1月19日  | ISBN 978-986-10-1491-3 |
| 30   | 2008年6月17日  | ISBN 978-4-06-371149-3 | 2009年1月19日  | ISBN 978-986-10-2072-3 |
| 31   | 2008年10月17日 | ISBN 978-4-06-371164-6 | 2009年3月16日  | ISBN 978-986-10-2709-8 |
| 32   | 2009年1月16日  | ISBN 978-4-06-371177-6 | 2009年4月28日  | ISBN 978-986-10-3173-6 |
| 33   | 2009年6月17日  | ISBN 978-4-06-371196-7 | 2009年10月5日  | ISBN 978-986-10-3958-9 |
| 34   | 2009年10月16日 | ISBN 978-4-06-371209-4 | 2010年2月3日   | ISBN 978-986-10-4656-3 |
| 35   | 2010年2月17日  | ISBN 978-4-06-371226-1 | 2010年6月2日   | ISBN 978-986-10-5340-0 |
| 36   | 2010年6月17日  | ISBN 978-4-06-371245-2 | 2010年11月30日 | ISBN 978-986-10-5957-0 |
| 37   | 2010年10月15日 | ISBN 978-4-06-371255-1 | 2011年3月8日   | ISBN 978-986-10-6626-4 |
| 38   | 2011年2月17日  | ISBN 978-4-06-371270-4 | 2011年9月15日  | ISBN 978-986-10-7442-9 |
| 39   | 2011年6月17日  | ISBN 978-4-06-371286-5 | 2012年1月19日  | ISBN 978-986-10-8206-6 |
| 40   | 2011年10月17日 | ISBN 978-4-06-371302-2 | 2012年5月21日  | ISBN 978-986-10-9042-9 |
| 41   | 2012年2月17日  | ISBN 978-4-06-371318-3 | 2012年9月18日  | ISBN 978-986-10-9594-3 |
| 42   | 2012年6月15日  | ISBN 978-4-06-371330-5 | 2013年6月10日  | ISBN 978-986-317-454-7 |
| 43   | 2012年10月17日 | ISBN 978-4-06-371346-6 | 2013年7月23日  | ISBN 978-986-324-110-2 |
| 44   | 2013年2月15日  | ISBN 978-4-06-371361-9 | 2013年12月9日  | ISBN 978-986-332-354-9 |
| 45   | 2013年6月17日  | ISBN 978-4-06-371376-3 | 2014年6月4日   | ISBN 978-986-337-041-3 |
| 46   | 2013年10月17日 | ISBN 978-4-06-371390-9 | 2015年1月14日  | ISBN 978-986-337-872-3 |
| 47   | 2014年2月17日  | ISBN 978-4-06-371406-7 | 2015年3月5日   | ISBN 978-986-348-764-7 |
| 48   | 2014年6月17日  | ISBN 978-4-06-371422-7 | 2015年4月23日  | ISBN 978-986-365-559-6 |
| 49   | 2014年10月17日 | ISBN 978-4-06-371438-8 | 2015年9月21日  | ISBN 978-986-382-092-5 |
| 50   | 2015年2月17日  | ISBN 978-4-06-371457-9 | 2016年1月6日   | ISBN 978-986-382-978-2 |

Q.E.D. iff -証明終了-
| 卷數 | 講談社         | 講談社                 |
| 卷數 | 發售日期       | ISBN                   |
| ---- | -------------- | ---------------------- |
| 1    | 2015年6月17日  | ISBN 978-4-06-371475-3 |
| 2    | 2015年10月16日 | ISBN 978-4-06-371488-3 |
| 3    | 2016年2月17日  | ISBN 978-4-06-392507-4 |
| 4    | 2016年6月17日  | ISBN 978-4-06-392527-2 |
| 5    | 2016年10月17日 | ISBN 978-4-06-392547-0 |
| 6    | 2017年2月17日  | ISBN 978-4-06-392564-7 |
| 7    | 2017年6月16日  | ISBN 978-4-06-392584-5 |
| 8    | 2017年10月17日 | ISBN 978-4-06-392605-7 |
| 9    | 2018年2月16日  | ISBN 978-4-06-510926-7 |
| 10   | 2018年6月15日  | ISBN 978-4-06-511707-1 |
| 11   | 2018年10月17日 | ISBN 978-4-06-513175-6 |
| 12   | 2019年2月15日  | ISBN 978-4-06-514622-4 |
| 13   | 2019年6月17日  | ISBN 978-4-06-516095-4 |
| 14   | 2019年10月17日 | ISBN 978-4-06-517371-8 |
| 15   | 2020年2月17日  | ISBN 978-4-06-518542-1 |
| 16   | 2020年6月17日  | ISBN 978-4-06-519683-0 |
| 17   | 2020年10月16日 | ISBN 978-4-06-521040-6 |
| 18   | 2021年2月17日  | ISBN 978-4-06-522360-4 |
| 19   | 2021年6月17日  | ISBN 978-4-06-523729-8 |
| 20   | 2021年10月15日 | ISBN 978-4-06-524888-1 |
| 21   | 2022年2月17日  | ISBN 978-4-06-527004-2 |
| 22   | 2022年7月14日  | ISBN 978-4-06-528126-0 |
| 23   | 2022年11月16日 | ISBN 978-4-06-529965-4 |
| 24   | 2023年3月16日  | ISBN 978-4-06-531294-0 |
| 25   | 2023年7月14日  | ISBN 978-4-06-532256-7 |

### 相關書籍
《THE TRICK NOTE》（ザ・トリック・ノート）
2004年講談社出版了解說書「Q.E.D. 証明終了 THE TRICK NOTE」，除了收錄1~19集單行本（1－37話）的各事件、主要角色、背景設定的解說外，也有對加藤元浩的訪談，以及加藤元浩跟同為推理漫畫原作的天樹征丸（『金田一少年之事件簿』、『探偵学園Q』原作者）之對談。本書沒有中文版。
- 2004年10月15日發售、ISBN 978-4-06-334931-3

《THE TRICK FILE》（ザ・トリック・ファイル）
2009年講談社出版了第2本解說書「Q.E.D. 証明終了 THE TRICK FILE」，除了收錄20~32集單行本（38－63話）的各事件、主要角色、背景設定的解說外，還收錄了為慶祝真人電視劇的番外篇(日语：『ドラマ殺人事件』）。本書沒有中文版。
- 2009年1月16日發售、ISBN 978-4-06-375646-3

精選集
- Q.E.D. 証明終了 Best Selection 新感覺Mystery（Q.E.D. 証明終了 Best Selection 新感覚ミステリ）

| 副標題 | 講談社         | 講談社                 |
| 副標題 | 發售日期       | ISBN                   |
| ------ | -------------- | ---------------------- |
|        | 2014年10月17日 | ISBN 978-4-06-377090-2 |
|        | 2014年12月17日 | ISBN 978-4-06-377104-6 |
|        | 2015年2月17日  | ISBN 978-4-06-377129-9 |

## 電視劇
日本NHK綜合頻道於2009年1月8日至3月12日期间，逢星期四20:00 - 20:45（日本時間、該台「Drama 8」電視劇時段）播放由高橋愛和中村蒼主演的真人連續電視劇，共10集。
此外，香港有線電視娛樂台曾於2009年，以《Q.E.D.証明終了》的譯名播放過粵語版。

### 演出
- 水原可奈 - 高橋愛［少女時代：桑島真里乃］第9話
- 燈馬想 - 中村蒼
- 水原幸太郎 - 石黑賢
- 梅宮衿子 - ［少女時代：安藤咲良］第9話
- - 中村靜香［少女時代：田辺未佳］第9話
- 西丸浩樹 - 中山卓也［少年時代：五十畑哉耶］第9話
- 笹塚真人 - 富岡晃一郎
- 鎌田先生 - 野間口徹

### 製作
- 腳本 - 藤本有紀（第1 - 4話、第9－10話）、（第5 - 8話）
- 音樂 - 海田庄吾
- 製作人 - 古川法一郎
- 導演 - 伊勢田雅也、榎戶崇泰

### 主題曲
- 青山黛瑪 [中文譯名:直到永遠]

收錄於『青山黛瑪第二張專輯-情歌黛瑪 愛情經典 06.直到永遠』

### 播放紀錄
| 集數                   | 播放日期               | 標題                   | 對應漫畫               | Guest | 收視率 |
| ---------------------- | ---------------------- | ---------------------- | ---------------------- | --- | ------ |
| 第1回                  | 2009/01/08             | 藍色密室               | 第12話                 | 松田悟志、本田大輔、田實陽子、友井雄亮、尾関伸嗣                                                         | 6.2%   |
| 第2回                  | 2009/01/15             | 銀之瞳                 | 第02話                 | 江波杏子、押元奈緒子、長谷川朝晴、真実一路、谷本一                                                       | 6.0%   |
| 第3回                  | 2009/01/22             | 學院祭狂騷曲           | 第16話                 | 辻本祐樹、川原一馬                                                                                       | 4.7%   |
| 第4回                  | 2009/01/29             | 冰釋前嫌               | 第05話                 | 森豪士、Sahel Rosa、小川麻琴                                                                             | 3.9%   |
| 第5回                  | 2009/02/05             | 懸疑刑警               | 第41話                 | 青田典子、松尾諭、住田隆、井上美琴、松風雅也                                                             | 7.1%   |
| 第6回                  | 2009/02/12             | 賢者的遺產             | 第37話                 | 藤岡弘、中山夢步、仁科克基、坂本祐祈、植野葉子、中村有志                                                 | 5.4%   |
| 第7回                  | 2009/02/19             | Elephant!              | 第56話                 | 袴田吉彦、古村比呂、垣内彩未、広瀬斗史輝、渋谷謙人                                                       | 4.4%   |
| 第8回                  | 2009/02/26             | 罪與罰                 | 第47話                 | 北条隆博、牧口元美、松澤傑、きゃんひとみ                                                                 | 5.1%   |
| 第9回                  | 2009/03/05             | 可奈的時光寶盒         | 第50話                 | 桑島真里乃、安藤咲良、田辺未佳、五十畑哉邪、斉藤圭祐、桑代貴明、本間健大、垣内彩未、広瀬斗史輝、渋谷謙人 | 3.5%   |
| 最終回                 | 2009/03/12             | 舉證責任               | 第54話                 | 田村亮、原千晶、飯田基祐、鈴之助、垣内彩未、広瀬斗史輝、渋谷謙人                                         | 4.8%   |
| 平均收視率（關東地區） | 平均收視率（關東地區） | 平均收視率（關東地區） | 平均收視率（關東地區） | 平均收視率（關東地區）                                                                                   | 5.6%   |

### 間隔刑警・笹塚
《間隔刑警・笹塚》為2009年1月31日・2月1日《Q.E.D. 証明終了》（第1回 - 第4回）重播後的短篇衍生影集。

### 作品的變遷
| NHK 電視劇8                         | NHK 電視劇8                              | NHK 電視劇8 |
| ----------------------------------- | ---------------------------------------- | ----------- |
|                                     | Q.E.D. 証明終了 （2009.1.8 - 2009.3.12） |             |
| 又見七瀨 （2008.10.9 - 2008.12.11） | Ghost Friends （2009.4.2 - 2009.6.11）   |             |

## 外部連結
- （日語）
- 博客來網路書店 - 目前您搜尋的關鍵字為：神通小偵探
- Ｑ．Ｅ．Ｄ．　証明終了 | NHKドラマ８ （日語）

| 第32回 平成20年度           |
| 《最強!都立葵坂高校棒球社》 |

| 第33回 平成21年度                         |
| 《神通小偵探》 (Q.E.D. 証明終了) 加藤元浩 |

| 第34回 平成22年度 |
| 《鑽石王牌》      |